# زاوية سيدي الطيب العيشوني
زاوية سيدي الطيب العيشوني أو زاوية العياشين أو زاوية سيدي الأخضر هي إحدى الزوايا في الجزائر الواقعة في بلدية سيدي الأخضر بدائرة خميس مليانة ضمن ولاية عين الدفلى وجبال الظهرة وسهل الشلف [الفرنسية] وسهل خميس مليانة [الفرنسية]، والتابعة لمنهاج الطريقة الشاذلية.

## مؤسس الزاوية القرآنية
أسس زاوية العياشين الشيخ الطيب عيشوني رحمه الله في أوائل سنة 1885 للميلاد الموافق لـ 1302 للهجرة بهدف تعليم وتحفيظ القرآن الكريم لأبناء المنطقة الواقعة بين سهول سيدي لخضر وعريب والمساهمة في محاربة الإستعمار الفرنسي الذي عمل على طمس الشخصية الجزائرية من خلال زرعه للبدع والجهل والضلالة.
تعد زاوية العياشين من بين أبرز الزوايا القرآنية في الجزائر التي عملت على تعليم أبناء المنطقة لكتاب الله وإنارة درب المجتمع على مسار الهداية والتقوى والصلاح. ولعل التاريخ يذكر أن هذه الزاوية القرآنية كانت لها مساهمات مشهود لها في مقاومة الاستعمار الفرنسي الغاشم وصد مخططاته من خلال تحفيظ القرآن الكريم لأبناء المنطقة والمناطق المجاورة لها مثل منطقة شرشال وتيبازة التاريخية، وكذا بتكوين جيل ثوري عزز الثورة الجزائرية في منطقة زكار نال شرف الشهادة في سبيل الله معظمهم.
من أهم الأعمال التي قامت بها الزاوية القرآنية على مدار 129 عام من العمل المتواصل:
- تخريج أجيال من حفظة كتاب الله، وفق الكثير منهم من تبوء مراتب علمية مرموقة أمثال العالم العلامة الشيخ محمد بن عبد القادر شارف رحمه الله، الذي عمل إماما خطيبا في المسجد الكبير ومسجد كتشاوة بالجزائر العاصمة وعضوا في لجنة الإفتاء بوزارة الشؤون الدينية خلال فترة السبعينات والثمانينات الميلادية
- تأطير المجتمع المحلي من خلال إقامة برامج دينية وثقافية تهدف إلى نشر الوعي الديني والعلم الشرعي.

وكانت منطقة عين الدفلى زاخرة بالعديد من الزوايا التي من بينها «زاوية سيدي أحمد بن يوسف» بمليانة، و«زاوية سيدي محمد بن شرقي» بالعبادية، و«زاوية سيدي محمد بلجيلالي» بتيبركانين، و«زاوية سيدي بن أحمد» ببوراشد، و«زاوية سيدي علي الحضري» بجليدة، و«زاوية سيدي عبد العزيز» بالعامرة، و«زاوية سيدي بلحاج» بعريب.

## المشايخ الذين أشرفوا على الزاوية القرآنية منذ تأسيسها
توارث أبناء الشيخ الطيب العيشوني، وخريجييها الإشراف على إدارتها على مر السنوات، وهم على التوالي:
- الشيخ الطيب الكبير عيشوني: من بداية تأسيسها في 1885 م إلى غاية وفاته رحمه الله في عام 1895 م.
- الشيخ بن سهادة: صهر الشيخ الطيب، وأشرف على الزاوية من 1895 م إلى غاية وفاته رحمه الله عام 1921 م.
- الشيخ الطيب المختار: أشرف على الزاوية من 1921 م إلى غاية وفاته رحمه الله في عام 1930 م.
- الشيخ الطيب الصغير: وأشرف عليها من 1930 إلى غاية وفاته رحمه الله عام 1937 م.
- الشيخ محمد عيشوني: حفيد الشيخ الطيب الكبير، وأشرف على عمارة الزاوية من 1937 إلى أن توفي رحمه الله عام 1963 م.
- الشيخ موسى مساعدية المدعو بلحسن: وهو أحد خريجي الزاوية الذي حفظ القرآن الكريم على يد الشيخ محمد عيشوني، وأشرف على الزاوية من عام 1963 م إلى غاية وفاته رحمه الله في عام 1985 م.
- الشيخ محمد بلمختار عيشوني: حفيد الشيخ الطيب الكبير، وامتدت مدة إشرافه على الزاوية من عام 1985 إلى 2005 م، حين حالت ظروفه الصحية على إتمام مسيرة الآباء في تحفيظ القرآن الكريم.
- الشيخ أحمد بن محمد عيشوني: حفيد الشيخ الطيب الكبير، وأشرف على الزاوية من سنة 2005 م إلى أن وافته المنية في بداية جويلية من عام 2013 م.
- يقوم حاليا على الإشراف على الزاوية الشيخ بن يوسف أحمد شارف: وهو من حفدة الشيخ بن سهادة، وأحد الخريجين المتميزين للزاوية.

## قائمة بأكبر الخريجين من الزاوية القرآنية
قائمة الخريجين من الزاوية القرآنية تزهو بعينة طيبة من حفظة كتاب الله والذين عملوا بدورهم في تعليم القرآن الكريم سواء في الزاوية ذاتها أو في مساجد مختلفة في ولاية عين الدفلى والمناطق المجاورة لها، ولعل التاريخ يذكر أسماء المشايخ والعلماء:
- العالم العلامة الشيخ محمد بن عبد القادر شارف (1908م-2011م)[4]
- جميع المشايخ الذين تداولوا على الإشراف على الزاوية هم من خريجي الزاوية أمثال الشيخ موسى مساعدية المدعو بلحسن، والشيخ محمد بلمختار والشيخ أحمد عيشوني والشيخ بن يوسف شارف (المشرف الحالي).
- مجموعة من أئمة المساجد ومعلمي القرآن الكريم في ولاية عين الدفلى  أمثال الشيخ محمود أوباجي والشيخ محمد واشان المعروف بالسي أمحمد الورسنسيس، رحمهم الله، والشيخ الحاج المدني شارف المعروف بالحاج بن سادة، والشيخ خالد شارف، والشيخ الطيب شارف وغيرهم.[5]
- (ملاحظة: لا يزال العمل قائما على تحديث المعلومات الخاصة بالزاوية)

## مشاركة الزاوية القرآنية في حرب التحرير الوطني
كانت للزاوية القرآنية بقرية العياشين مساهمة واضحة في ثورة التحرير الوطنية خلال الفترة 1954 - 1962 للميلاد، حيث كانت دائما في تقديم الدعم والمؤونة للمجاهدين في جبال زكار ومنطقة عريب، كما قدمت مجموعة من طلبتها استشهدوا فداء للوطن. وحتى في غياب الوثائق التاريخية (لا يزال العمل قائما على البحث عنها وتدوينها) فإن إقدام الجيش الفرنسي على سجن شيخ الزاوية محمد بن محمد عيشوني خلال الفترة الممتدة من نهاية 1961 إلى جويلية 1962، متهمة إياه بالمشاركة في الأعمال الثورية وحث طلابه على الانضمام لجيش التحرير الوطني في منطقة زكار، لهي أكبر دليل على مساهمة الزاوية في ثورة التحرير الوطني. إننا نوجه من هنا دعوة للباحثين في تاريخ المنطقة وتاريخ الزوايا القرآنية الجزائرية أن يولوا هذا الجانب المهم من تاريخ الجزائر الحديث بعض الأهمية.
- (ملاحظة: لا يزال العمل قائما على جمع المعلومات التاريخية الدقيقة الخاصة بالزاوية القرآنية ومساهمتها في ثورة التحرير الوطني).

## المهام

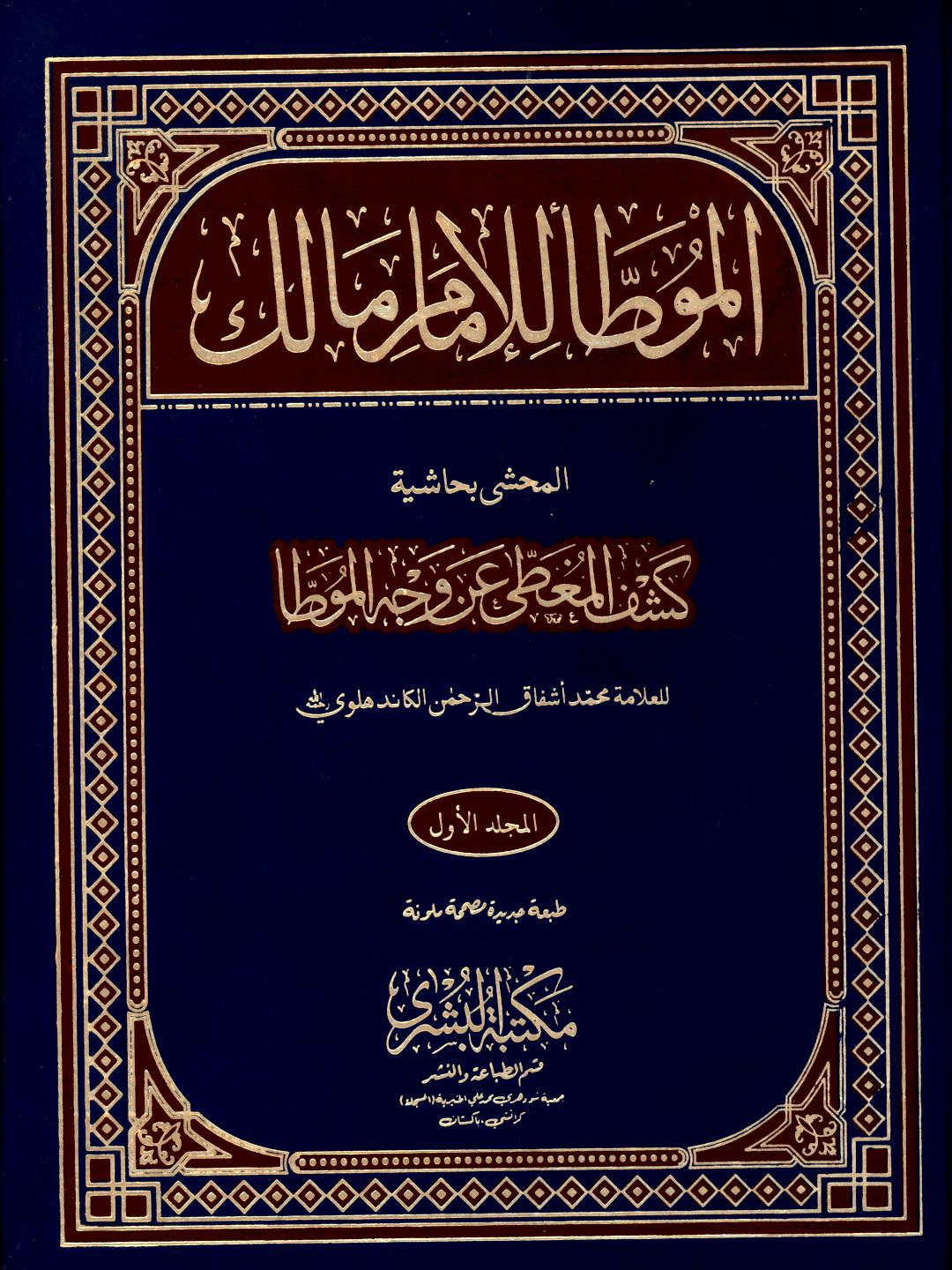
موطأ الإمام مالك

لعبت «زاوية سيدي الطيب العيشوني» أدوارا تعليمية وتربوية هامة منذ نشأتها معتمدة في ذلك على المرجعية الدينية الجزائرية، وتخرج على يديها العديد من العلماء والمصلحين ساهمـوا في نشـر تعاليـم الإسلام، وقاومـوا حملات التبشير النصراني بقيادة الكنيسة الكاثوليكية التي باركت وصاحبت الحملة الفرنسية على الجزائر.
وتتمثل مهام الزاوية حاليا في تعليم وحفظ القرآن الكريم وفق رواية ورش عن نافع من طريق الإمام الأزرق وكذلك من طريق الإمام الأصبهاني، التي اعتمدتها أجيال الشعب الجزائري منذ أكثر من اثني عشر قرنا، بما يسمح بتخرج سنوي لعشرات الطلبة الحافظين للقرآن الكريم بأحكامه والحديث النبوي الشريف ومعلمي القرآن والمرشدات الدينيات.
ويُعتمد عليهم في تأطير مختلف مساجد ولاية عين الدفلى وخارجها، خاصة في شهر رمضان بتزويد المساجد بالمقرئين، بالإضافة إلى نشاطات سنوية ستسهر إدارة الزاوية على إقامتها بشكل منتظم في المناسبات الدينية، كإحياء ذكرى المولد النبوي الشريف وغيرها.
ويندرج نشاط هذه الزاوية ضمن العديد من الزوايا والمدارس القرآنية وكتاتيب تعليم وحفظ القرآن وأحكامه والمساجد على تراب ولاية عين الدفلى.

## من إنجازات ونشاطات الزاوية القرآنية
- (ملاحظة: لا يزال العمل قائما على جمع المعلومات التاريخية الدقيقة الخاصة بالزاوية)

## روابط ومراجع إضافية
- موقع المذهب المالكي وعلمائه في الجزائر
- موقع جمعية العلماء المسلمين الجزائريين نسخة محفوظة 1 فبراير 2014 على موقع واي باك مشين.
- جمعية العلماء المسلمين الجزائريين
- العلامة الشيخ محمد بن عبد القادر شارف
- كتاب مجموع النسب والحسب والفضائل والتاريخ والأدب في أربعة كتب لسماحة العلامة مفتي حاضرة معسكر سيدي الشيخ بلهاشمي بن بكار الحسيني (إضغط هنا للتحميل)
- مقال صحفي من موقع جزايرس على الزاوية القرآنية
- مقال صحفي من جريدة الخبر الوطنية على الزاوية القرآنية

## الموقع
تقع «زاوية سيدي الطيب العيشوني» غير بعيد عن الشريط الساحلي لولاية تيبازة وولاية الشلف، على بعد 26 كلم إلى شرق مدينة عين الدفلى، وعلى بعد 65 كلم جنوب شرق ميناء الحمدانية، وعلى بعد 22 كلم جنوب سد كاف الدير.
وهذا الموقع الرائع جنوب جبال الظهرة المطلة على وادي الشلف، يجعل منه موقعا استراتيجيا مقابلا للطريق الوطني رقم 65.
وتقع «زاوية سيدي الطيب العيشوني» على بعد 13 كلم إلى الجنوب الشرقي من مدينة عين الدفلى، ويطل على وادي الشلف.
وتوجد هذه الزاوية قرب مرتفعات جبال الظهرة.

### مواضيع ذات صلة
- المرجعية الدينية الجزائرية
- وزارة الشؤون الدينية الجزائرية
- الحزب الراتب: الحزاب - الباش حزاب - السلكة - الشيخ - المريد - الورد - الوارد
- الزوايا في الجزائر
- الطريقة الشاذلية
- زاوية سيدي أمحمد بن عبد الرحمن الأزهري
- زاوية سيدي أحمد بن يوسف
- زاوية سيدي بن شرقي
- زاوية سيدي محمد بلجيلالي
- زاوية سيدي بوسحاقي الزواوي
- زاوية الحمامي
- زاوية الهامل
- محمد بن عبد الرحمن الأزهري
- طريقة صوفية
- صوفية
- تاريخ التصوف
- جبال الظهرة
- سهل الشلف [الفرنسية]
- سهل خميس مليانة [الفرنسية]
- ولاية عين الدفلى
- دائرة خميس مليانة
- بلدية سيدي الأخضر
- محمد بن أبي القاسم الهاملي

### فايسبوك
- زاوية سيدي الطيب العيشوني  على فيسبوك.

### فيديوهات
- "إذاعة القرآن الكريم: حصة حول مفتي المالكية: محمد شارف (1908-2011)" من خريجي "زاوية العياشين" في سيدي لخضر خلال 2014م على يوتيوب
- 1-"حوار مع مفتي المالكية: محمد شارف (1908-2011)" من خريجي "زاوية العياشين" في سيدي لخضر خلال 2016م على يوتيوب
- 2-"حوار مع مفتي المالكية: محمد شارف (1908-2011)" من خريجي "زاوية العياشين" في سيدي لخضر خلال 2016م على يوتيوب
- 3-"حوار مع مفتي المالكية: محمد شارف (1908-2011)" من خريجي "زاوية العياشين" في سيدي لخضر خلال 2016م على يوتيوب
- "مفتي المالكية: محمد شارف (1908-2011)" من خريجي "زاوية العياشين" في سيدي لخضر خلال 2017م على يوتيوب
- "لقاء مع مفتي المالكية: محمد شارف (1908-2011)" من خريجي "زاوية العياشين" في سيدي لخضر خلال 2015م على يوتيوب
- "مفتي المالكية: محمد شارف (1908-2011)" من خريجي "زاوية العياشين" في سيدي لخضر خلال 2015م على يوتيوب
- "مفتي المالكية: محمد شارف (1908-2011)" من خريجي "زاوية العياشين" في سيدي لخضر خلال 2015م على يوتيوب
- تعريف بزاوية الهامل على يوتيوب
- تعريف بسيدي أمحمد بن عبد الرحمن الأزهري الزواوي على يوتيوب

### وصلات خارجية
- الموقع الرسمي لوزارة الشؤون الدينية والأوقاف الجزائرية